# Royal Shakespeare Company
La Royal Shakespeare Company (RSC, en català Reial Companyia Shakespeare), és la principal companyia teatral britànica, localitzada a Stratford-upon-Avon, a Warwickshire (Anglaterra). La companyia dona feina a uns 1000 treballadors, produint al voltant de 20 obres anuals, interpretant regularment a Londres, Newcastle upon Tyne i en d'altres indrets del Regne Unit o de l'estranger.
A la seva seu, a Stratford-upon-Avon, en els darrers anys hi ha redissenyat els seus teatres, el Royal Shakespeare i el Swan Theatre, com a part d'un projecte de transformació valorat en £112.8 milions de lliures esterlines. Els dos teatres van tornar a obrir les portes el novembre de 2010, després de mantenir-se tancats des del 2007. Els nous edificis van atreure 18.000 visitants la primera setmana d'activitat, rebent una resposta positiva per part dels mitjans de comunicació, tant pel que fa als equipaments com a les actuacions que s'hi van interpretar. Mentre es redissenyaven els dos teatres, les funcions de la companyia es realitzaven al Courtyard Theatre.
Així com les obres de William Shakespeare i dels seus contemporanis, la RSC també produeix noves obres compostes per artistes vius, a més de desenvolupar enllaços creatius amb dramaturgs de tot el món, així com treballar amb professors per inspirar en la joventut l'amor per Shakespeare. També realitzen esdeveniments participatius per explorar l'obra del dramaturg anglès.
L'RSC va celebrar el seu cinquantè aniversari en el transcurs de la temporada d'abril a desembre de 2011, amb dues companyies d'actors interpretant funcions dissenyades específicament per l'ocasió, una a l'escenari del Royal Shakespeare i l'altra al del Swan Theatre. La temporada 2011 va començar amb les interpretacions del Macbeth i una reimaginació de l'obra perduda The History of Cardenio. La temporada del cinquantè aniversari també va veure The Merchant of Venice, amb Sir Patrick Stewart, i recuperacions d'algunes de les més grans obres de la RSC, entre les que es trobava una nova versió del Marat/Sade.
Durant el Festival de Londres de 2012, part de la Olimpiada Cultural, la RSC va produir el World Shakespeare Festival, on artistes de tot el món interpretaven en diversos indrets del Regne Unit.
El 2013 la companyia va començar a reproduir les seves funcions en directe per televisió, projecte anomenat Live from Stratford-upon-Avon (en viu des de Stratford-upon-Avon), que es poden veure a tot el món. El 2016 van col·laborar amb Intel i The Imaginarium Studios per interpretar The Tempest, portant la captura de moviments per primer cop al Royal Shakespeare Theatre.

## Teatres
La RSC disposa de tres teatres permanents a Stratford-upon-Avon:
- El Royal Shakespeare Theatre, teatre amb capacitat de 1.060 seients. Va reobrir el 24 de novembre de 2010.[1]
- El Swan Theatre, un petit teatre amb capacitat per 461 espectadors.[2]
- El The Other Place, un teatre d'estudi obert l'abril de 2016.[3]

El Courtyard Theatre va ser construït com a reemplaçament del The Other Place per allotjar la companyia mentre el RST i el Swan estaven tancats degut al projecte de transformació. Allí hi podien assistir 1.045 espectadors. Va ser utilitzat fins al 2012. Finalment va ser substituït pel The Other Place, que va ser reformat com un teatre d'estudi amb 200 seients el 2016.
La presència a Londres de la companyia ha inclòs tinences del Aldwych Theatre, The Place, el Donmar Warehouse de Covent Garden, el Barbican Theatre i Pit, a Barbican Centre. També han tingut actuacions de temporada al Mermaid Theatre, l'Almeida Theatre (1988 i 1989), el Roundhouse de Camden, el Young Vic, el Playhouse Theatre, el Novello Theatre i el Gielgud Theatre.
El Theatre Royal de Newcastle upon Tyne és la tercera seu de la Royal Shakespeare Company, juntament amb Stratford-upon-Avon i Londres.